# Catacombs (club sexual)
Catacombs fue un club de fisting leather S/M para gays y lesbianas en el área de Folsom Street de San Francisco, que operó de 1975 a 1981 y reabrió en otro lugar de 1982 a 1984. Era el club de fisting más famoso del mundo. El fundador y propietario fue Steve McEachern. La ubicación era semisecreta y el ingreso se realizaba únicamente por derivación. Originalmente era un club de hombres gays, pero Cynthia Slater convenció a la dirección para que se abriera a las lesbianas.  Entre los patrocinadores se encontraba Patrick Califia, conocido entonces como Pat Califia. Catacombs ha sido descrito exhaustivamente por la antropóloga sexual Gayle Rubin, quien lo califica de "ejemplar" en sus intentos de afrontar la crisis del SIDA que eventualmente conduciría a su cierre. Patrick Moore le dedica un capítulo en su libro Beyond Shame: Reclaiming the Abandoned History of Radical Gay Sexuality. La educadora sexual Carol Queen lo llamó "el lugar para ser visto y jugar durante la década de 1980".
El San Francisco South of Market Leather History Alley, inaugurado en 2017, rinde homenaje a la cultura leather y a los miembros de la comunidad, incluido McEachern.